# Гедиура, Адлен
Адле́н Гедиура́ (араб. عدلان قديورة‎, фр. Adlène Guedioura; 12 ноября 1985, Ла-Рош-сюр-Йон, Франция) — алжирский футболист, полузащитник клуба «Аль-Духаиль». Выступал за сборную Алжира. Известен сильными дальними ударами, благодаря которым дважды выигрывал конкурсы на лучший гол сезона в своих клубах.

## Карьера

### Клубная
Воспитанник клуба «Расинг» (Париж). Начинал карьеру во взрослом футболе, выступая за клубы третьего и четвёртого французских дивизионов — «Олимпик Нуази-ле-Сек», «Саннуа-Сен-Гратьян» и «Кретей».
Летом 2008 года Гедиура перебрался в Бельгию, подписав двухлетний контракт с клубом высшего дивизиона «Кортрейк». Уже спустя пол-сезона, перешёл в другой бельгийский клуб — «Шарлеруа».

#### «Вулверхэмптон Уондерерс»
В январе 2010 года Гедиура был взят в аренду клубом английской Премьер-лиги «Вулверхэмптон Уондерерс» с возможностью заключения постоянного контракта. Дебютировал 26 января 2010 года в матче против «Ливерпуля», в котором вышел на замену. Первый гол за команду забил 9 мая 2010 года в последнем матче сезона Премьер-лиги против «Сандерленда», обеспечив победу своей команде со счётом 2:1.
По завершении сезона клуб подписал с Гедиурой трёхлетний контракт, сумма трансфера из бельгийского клуба составила 2 млн фунтов.
В сентябре 2010 года Гедиура получил перелом большеберцовой кости в столкновении с игроком «Астон Виллы» Стивом Сидуэллом, из-за этой травмы он пропустил 6 месяцев.
Всего за два года, проведённых в команде, сыграл 34 матча в чемпионате Англии (по большей части выходя на замену) и 5 матчей в национальных кубках.

#### «Ноттингем Форест»
30 января 2012 года «волки» отдали Гедиуру в аренду в «Ноттингем Форест», 31 января он дебютировал в составе нового клуба в матче Чемпионшипа против «Бернли» и, несмотря на поражение (0:2), после этого стал игроком основного состава, до конца сезона приняв участие в 19 матчах.
Летом 2012 года Гедиура подписал с «Ноттингемом» постоянный контракт сроком на 3 года, клуб выкупил его у «Вулверхэмптона» за 1 млн фунтов. В сезоне 2012/13 он сыграл 35 матчей в чемпионате, в начале сезона 2013/14 — ещё 5 игр.

#### «Кристал Пэлас»
3 сентября 2013 года Адлен Гедиура перешёл в клуб Премьер-лиги «Кристал Пэлас», заключив 3-летний контракт. Дебютный матч за лондонцев состоялся 14 сентября 2013 года против «Манчестер Юнайтед» (0:2). До конца сезона Гедиура принял участие лишь в 8 матчах Премьер-лиги.

#### «Уотфорд»
В ноябре 2014 года полузащитник отправился в месячную аренду в клуб Чемпионшипа «Уотфорд». В январе 2015 года вернулся в расположение «Кристал Пэлас», однако в феврале повторно на правах аренды перешёл в стан «шершней» и помог своей команде добиться выхода в Премьер-Лигу.
1 сентября 2015 год подписал постоянный контракт с «Уотфордом», заключив 3-летнее соглашение.

#### «Мидлсбро»
31 января 2017 года, в последний день трансферного окна, Гедиура перешёл в другой клуб Премьер-Лиги — «Мидлсбро», подписав контракт на 2,5 года. Сумма трансфера составила около 4 млн фунтов.
4 февраля дебютировал в составе «речников» в гостевом матче против «Тоттенхэм Хотспур» (0:1).

#### Возвращение в «Ноттингем Форест»
31 января 2018 года, было подтверждено, что Гедиура вернулся в «Ноттингем Форест», заключив контракт, рассчитанный до завершения сезона 2020/21. В клубе он воссоединился с бывшим тренером «Мидлсбро» Айтором Каранкой. Он перешёл в клуб после того как его контракт с «Мидлсбро» был расторгнут по обоюдному согласию. 10 февраля 2018 года он сыграл за клуб после возвращения, в матче против «Халл Сити», а алжирец был заменён на 77-й минуте матча лиги.

### В сборной

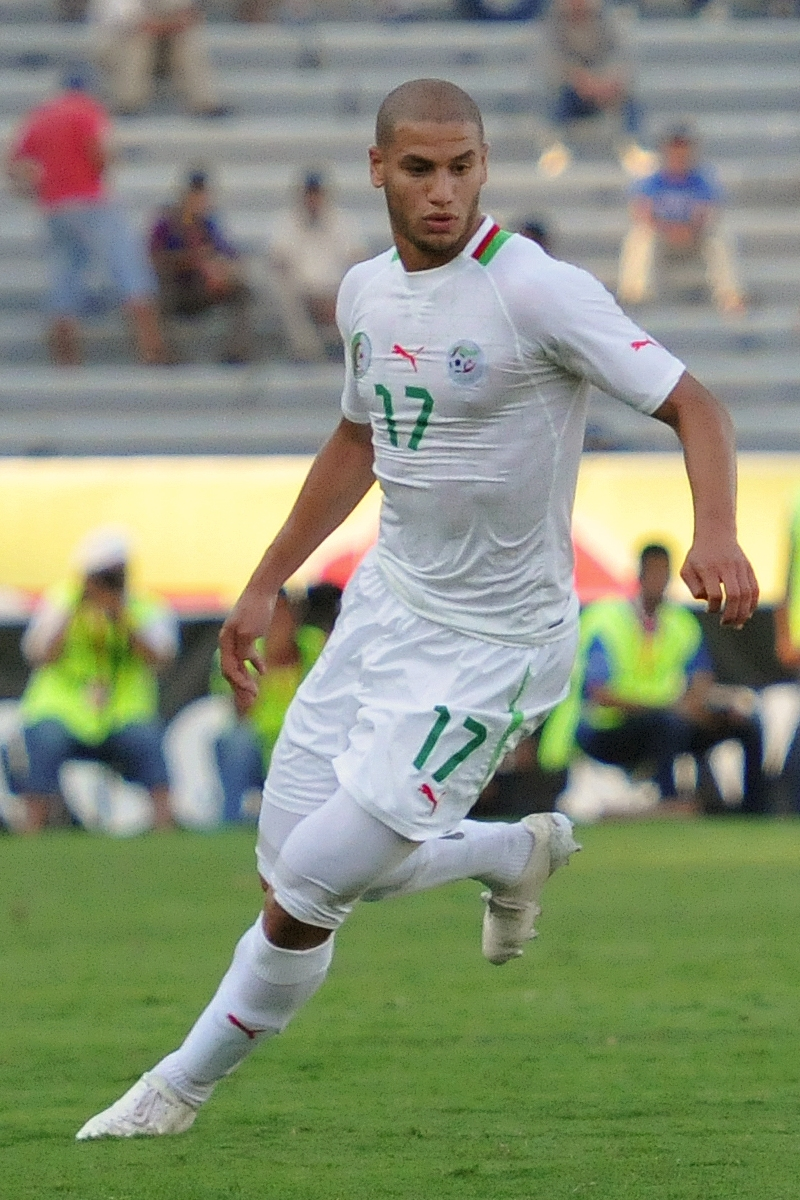
Гедиура в сборной Алжира

В сборной Алжира Гедиура дебютировал 28 мая 2010 года в матче против сборной Ирландии, который алжирцы проиграли со счётом 0:3.
На чемпионате мира в ЮАР Гедиура сыграл во всех трёх матчах за сборную, выходя на замену, против сборных команд Словении, Англии и США. Тем не менее сборная Алжира заняла последнее место в группе и не прошла в следующий этап розыгрыша Кубка мира.
В 2013 году принял участие в финальном турнире Кубка африканских наций.
Перед началом чемпионата мира 2014 рассматривался как один из кандидатов в сборную, участвовал в контрольных матчах, но в окончательный список 23 игроков не попал.
В 2019 году стал обладателем Кубка африканских наций, благодаря победе Алжира в финале над Сенегалом.

## Достижения
Сборная Алжира
- Кубок африканских наций
  -  Победитель: 2019

## Личная жизнь
Отец Адлена, Насер Гедиура также был футболистом, играл за сборную Алжира, а мать, испанка Энрикета Сорейра Понс, профессионально занималась баскетболом. Его младший брат Набиль тоже занимается футболом и выступал в молодёжных командах «Ноттингем Форест» и «Кристал Пэлас».